# I giorni dell'eternità
(Ken Follett, I giorni dell'eternità, Mondadori)
I giorni dell'eternità (Edge of Eternity) è un romanzo di Ken Follett pubblicato in Italia e in molti altri paesi del mondo il 16 settembre 2014.
È il capitolo conclusivo (preceduto da La caduta dei giganti e L'inverno del mondo) della Trilogia del Secolo (The Century Trilogy), che racconta le fortune di cinque famiglie legate tra loro in varia maniera attraverso il secolo breve, fra Stati Uniti, Unione Sovietica, Germania, Inghilterra e Galles. Il romanzo è ambientato nel periodo della guerra fredda, in particolare tra gli anni sessanta e gli anni ottanta, con i grandi rivolgimenti sociali, politici ed economici del tempo: dalle lotte per i diritti civili agli assassinii di John F. Kennedy e Martin Luther King, dai movimenti politici di massa alla guerra del Vietnam e al muro di Berlino, senza dimenticare la crisi dei missili cubani, l'impeachment presidenziale statunitense e la rivoluzione del rock and roll.
Il libro ha debuttato immediatamente alla prima posizione nella classifica dei libri più venduti, in Italia così come in altri paesi tra cui Stati Uniti, Regno Unito, Germania, Francia, Spagna e Danimarca.

## Trama

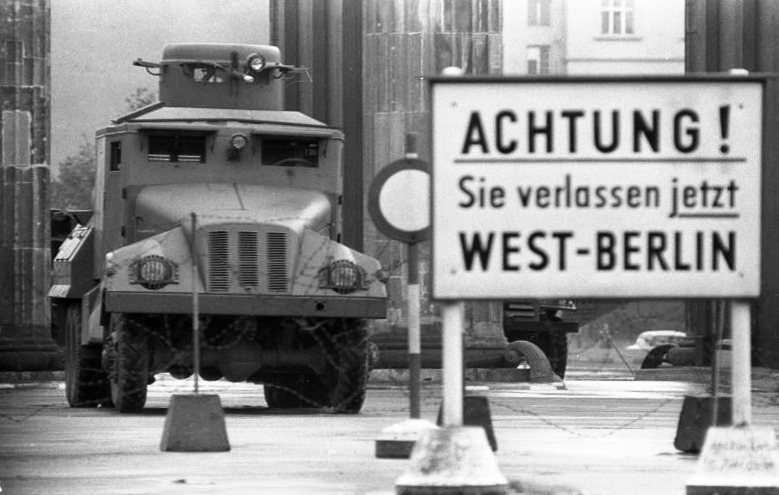
Filo spinato all'inizio della costruzione del Muro di Berlino, nel 1961

Berlino Est, 1961. Mentre migliaia di persone emigrano quotidianamente verso il lato opposto della città, la famiglia Franck sembra decisa a rimanere a Berlino Est, convinta che non si debba fuggire dai problemi bensì affrontarli. Quando però Rebecca Hoffmann, la figlia adottiva dei Franck, scopre che suo marito Hans è un agente della Stasi che l'ha sposata solo per spiare la sua famiglia, considerata sospetta dai comunisti, compie un atto impulsivo che finirà per rendere ancora più difficile la sua permanenza nella Germania Est. Dopo aver perso il lavoro ed essere stata accusata di “parassitismo sociale”, Rebecca decide di trasferirsi in Occidente, ma proprio quando è ormai pronta a partire, assiste alla costruzione del Muro di Berlino: da questo momento, ogni tentativo di lasciare il lato est può costare la vita.
Nel frattempo, negli Stati Uniti, George Jakes, il giovane figlio illegittimo di Greg Peškov e di un'attrice nera, ormai prossimo alla laurea in legge ad Harvard, decide di unirsi al movimento dei Freedom Riders e di prendere parte alla battaglia di Martin Luther King per i diritti dei neri. Sull'autobus Greyhound che attraversa gli Stati Uniti, George conosce Maria Summers, una ragazza nera anche lei vicina alla laurea in legge. Quando l'autobus raggiunge l'Alabama si scontra con la polizia locale e viene incendiato: i passeggeri, tra cui George e Maria, riescono a salvarsi. Tornato a Washington, George deve prendere un'importante decisione per il suo futuro: lavorare in un prestigioso studio legale oppure al Ministero di Giustizia come assistente di Robert Kennedy.

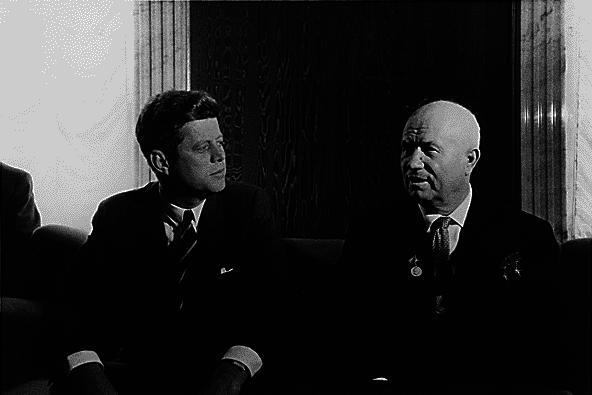
J. F. Kennedy e Nikita Chruščëv durante l'incontro di Vienna del 1961

Dall'altra parte del mondo, il giovane Dimka Dvorkin, appartenente ad un'importante famiglia russa (l'anziano nonno Grigorij Peškov è considerato un eroe della rivoluzione d'Ottobre, avendo partecipato alla presa del Palazzo d'Inverno; il padre deceduto era un alto esponente del KGB, mentre lo zio Volodja è ora un influente generale dell'Armata Rossa), diventa uno dei più stretti collaboratori del primo segretario generale Nikita Chruščëv, proprio mentre questi elabora il piano per la costruzione del Muro di Berlino, con lo scopo di bloccare l'enorme flusso di fuggitivi dall'est all'ovest della Germania, e quello per il trasporto di missili a Cuba, al fine di scongiurare un'invasione statunitense nel regime di Fidel Castro.
Intanto la sorella di Dimka, Tanja Dvorkina, che fa la giornalista per la TASS, lavora, insieme all'affascinante scrittore dissidente Vasilij Enkov, alla realizzazione di un giornale clandestino, che denuncia i misfatti compiuti dai comunisti nei gulag e nelle prigioni siberiane. Un giorno però i due vengono arrestati e portati nei sotterranei del KGB, pronti per essere interrogati e torturati. Dimka decide di intervenire in favore della sorella e riesce a farla rilasciare, ma non può fare altrettanto per Vasilij. Una volta in libertà Tanja distrugge le prove che potrebbero esporre Vasilij a una condanna per tutta la vita e, grazie a ciò, l'uomo riesce a cavarsela con soli due anni di lavoro forzato in Siberia. Tanja invece viene punita con un trasferimento a Cuba.
In Inghilterra, la famiglia Williams, composta dal deputato Lloyd, dalla moglie Daisy e dai figli Dave ed Evie, assiste alla nomina di Ethel, ormai anziana, a membro della Camera dei Lord, con il conseguente conferimento di un titolo nobiliare. Nel palazzo del Parlamento, Ethel rivede dopo anni il conte Fitzherbert, suo ex amante, e gli rivela che, nonostante tutto, è l'uomo che ha amato di più nella propria vita. Nel frattempo, i Williams ricevono la visita dei Dewar, loro amici fin dai tempi della guerra, e Dave perde la testa per la bella Beep, che però lo considera ancora troppo giovane e gli preferisce per questo il più affascinante Jasper Murray, aspirante giornalista che vive a casa di Lloyd e Daisy. Dave manifesta fin dall'inizio una passione per la musica, mentre sua sorella Evie è una promettente attrice di teatro che sogna di andare a Hollywood. Cameron Dewar invece è interessato al mondo della politica, ma mostra di avere idee totalmente opposte a quelle della sua famiglia.
A Berlino Est, mentre Rebecca progetta la fuga insieme al collega Bernd Held, da sempre innamorato di lei, suo fratello Walli coltiva l'amore per il rock and roll suonando la chitarra nei locali con la bella Karolin, ma ben presto si rende conto di non poter esprimere al meglio le sue potenzialità in un regime oppressivo come quello comunista. Decide così di rischiare il tutto per tutto per raggiungere il mondo libero. Una volta arrivato ad Amburgo conosce Dave Williams e insieme mettono su un gruppo musicale, i Plum Nellie, destinato in pochi anni a raggiungere le vette del successo.

## Personaggi
Famiglia Leckwith-Williams

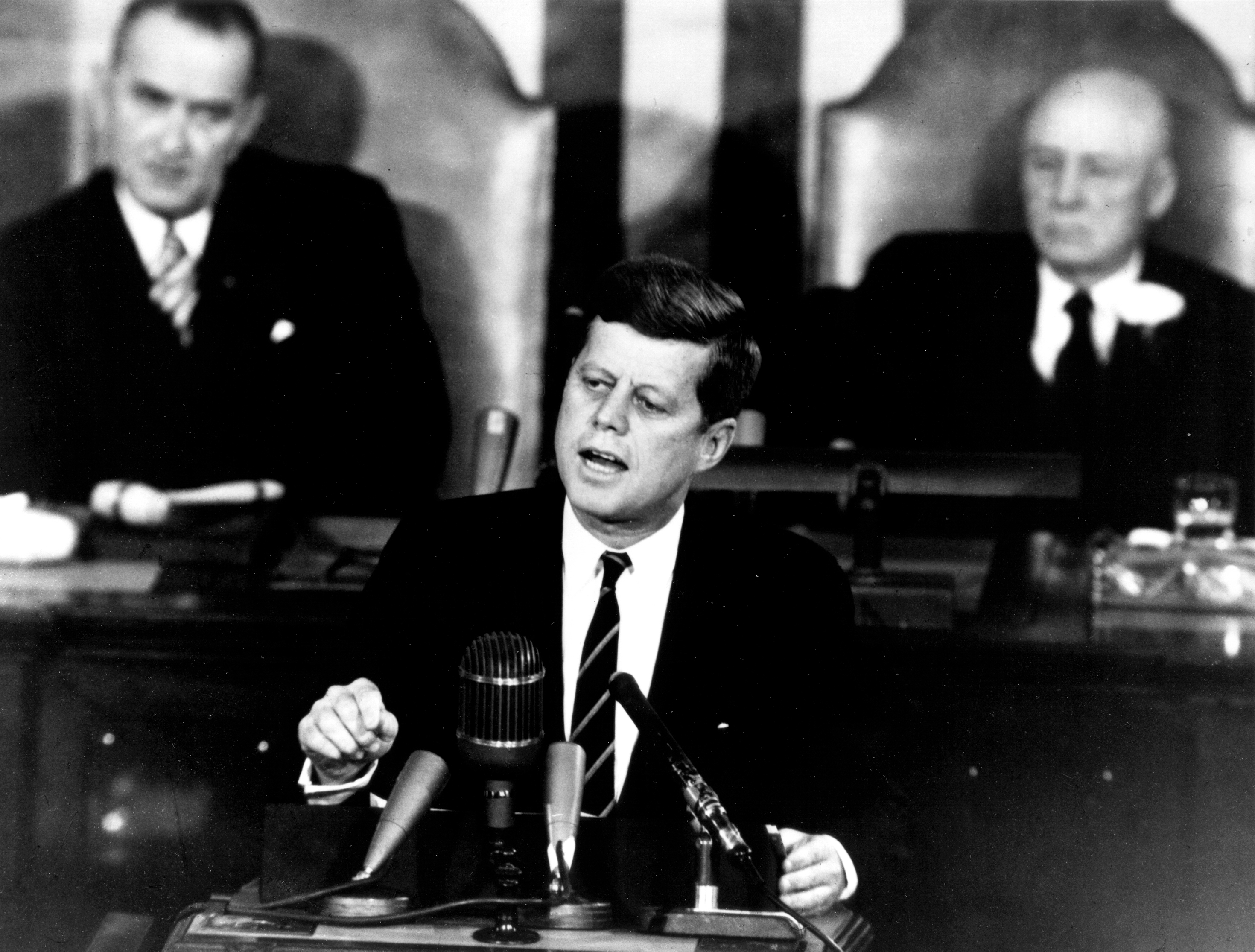
John Fitzgerald Kennedy, presidente degli Stati Uniti

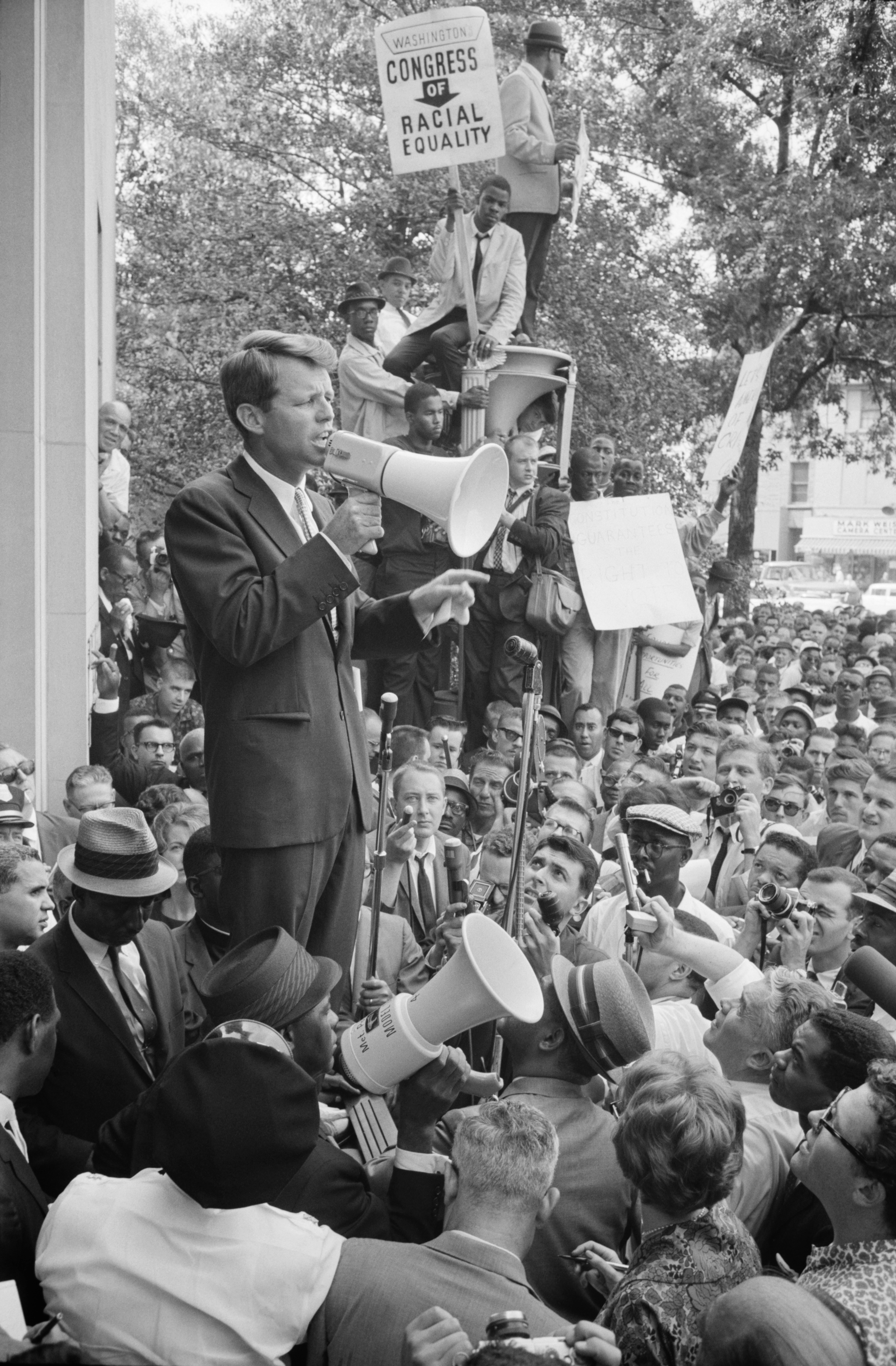
Robert F. Kennedy, segretario alla giustizia

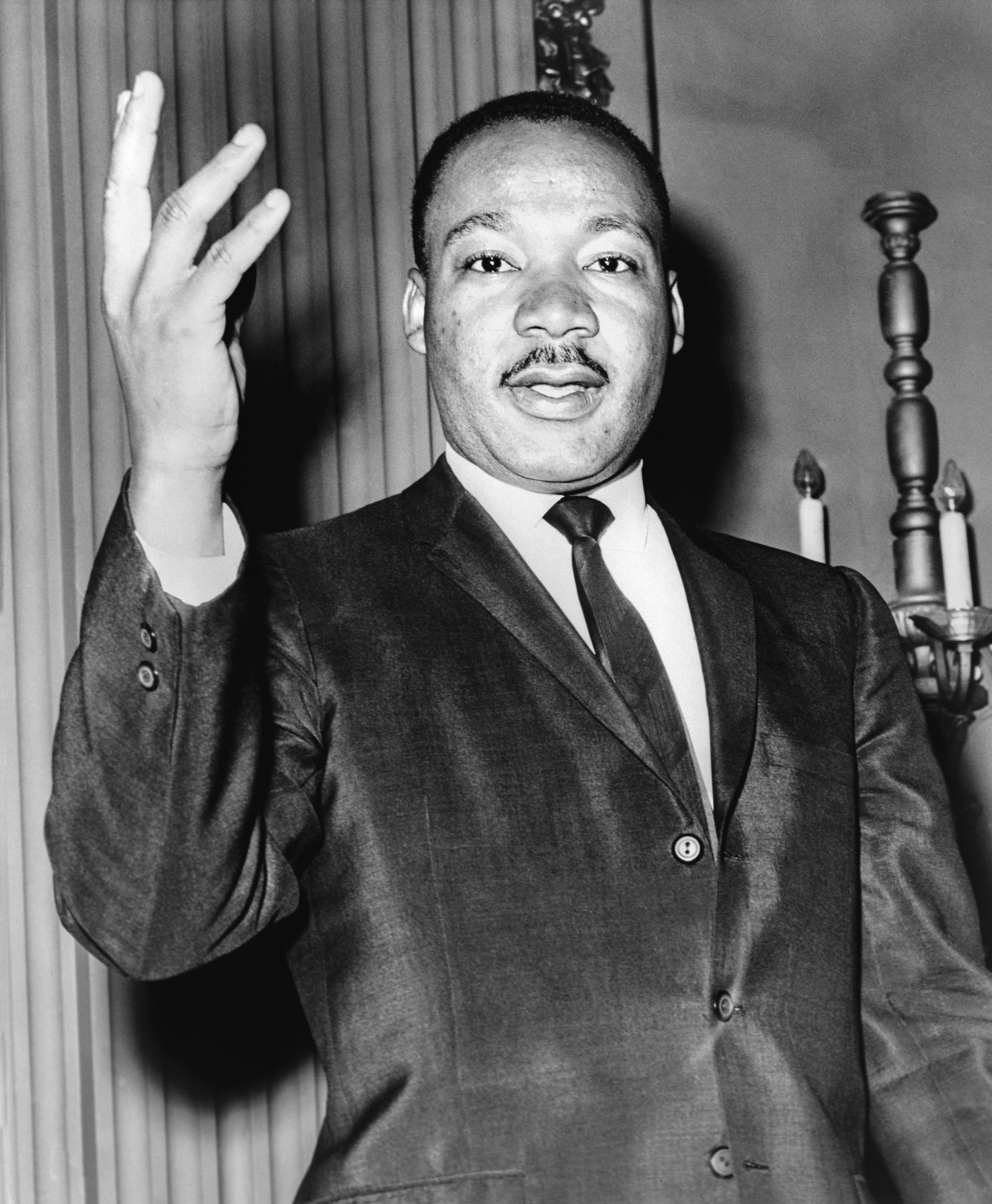
Martin Luther King

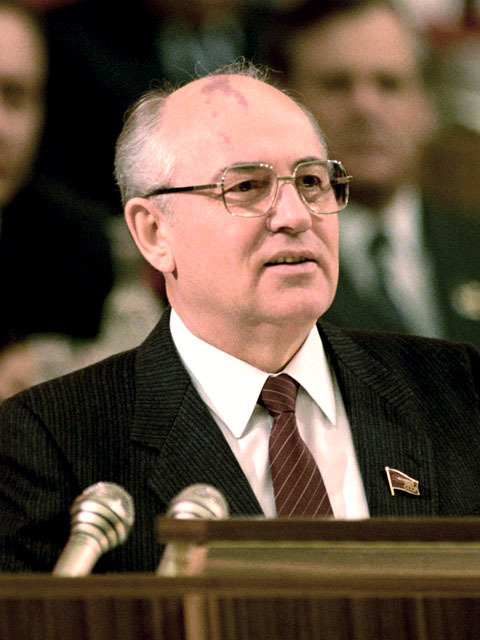
Michail Gorbaciov, primo segretario del PCUS

- Lloyd Williams, deputato laburista
- Daisy Williams, sua moglie (nata Peškov)
- Dave Williams, loro figlio
- Evie Williams, loro figlia
- Lady Ethel "Eth" Leckwith, madre di Lloyd, membro laburista alla Camera dei Lord
- Millie Avery, figlia di Ethel e sorella di Lloyd, ha tre negozi di moda
- Abie Avery, marito di Millie, commerciante di pelli all'ingrosso
- Lenny Avery, figlio di Millie e Abie, leader di un complesso musicale

Famiglia Dewar
- Woodrow "Woody" Dewar, fotografo per la rivista "Life", figlio di un ex senatore
- Bella Dewar, sua moglie (nata Hernandez)
- Cameron Dewar, loro figlio
- Ursula "Beep" Dewar, loro figlia

Famiglia Peškov
Peskov-Jakes, statunitensi
- Senatore Greg Peškov, ex studente dell'università di Harvard
- Jacky Jakes, sua ex amante ed ex aspirante attrice di colore
- George Jakes, loro figlio, laureato in legge ad Harvard ed assistente di Robert Kennedy al Ministero di Giustizia
- Lev Peškov, padre di Greg e Daisy Williams, ricco imprenditore proprietario di uno studio cinematografico ad Hollywood
- Marga, amante di Lev e madre di Greg
- Olga Peškov, nata Vyalov, moglie di Lev e madre di Daisy Williams

Dvorkin-Peškov, russi
- Anja Dvorkina, vedova di un noto esponente del KGB (nata Peskova)
- Dmitrij "Dimka" Dvorkin, suo figlio, assistente di Nikita Chruščëv
- Tanja Dvorkina, sua figlia, giornalista dissidente
- Vladimir "Volodja" Peškov, generale dei servizi segreti dell'Armata rossa, fratellastro di Anja (il vero padre è Lev, fratello di Grigorij)
- Zoja Peškova, fisica, moglie di Volodja
- Kotja Peškov, figlio di Volodja e Zoja
- Galina Peškova, figlia di Volodja e Zoja
- Grigorij Peškov, eroe della rivoluzione, padre di Anja e fratello di Lev
- Katerina Peškova, moglie di Grigorij e madre di Volodja e Anja

Famiglia Franck-von Ulrich
- Werner Franck, ha una fabbrica in Germania Ovest ma vive a Berlino Est con la famiglia
- Carla Franck, sua moglie (nata von Ulrich)
- Rebecca Hoffmann, loro figlia adottiva, insegnante di russo
- Walter "Walli" Franck, figlio naturale di Carla, frutto di uno stupro da parte di un soldato sovietico
- Lili Franck, figlia di Werner e Carla
- Maud von Ulrich, madre settantenne di Carla (nata Lady Fitzherbert)
- Hans Hoffmann, primo marito di Rebecca

Altri personaggi
- Maria Summers, lavora nella sala stampa della Casa Bianca
- Verena Marquand, lavora per Martin Luther King
- Natalja Smotrova, collega di Dimka Dvorkin
- Nina, fidanzata di Dimka Dvorkin
- Vasilj Enkov, giornalista dissidente, collega di Tanja Dvorkina
- Bernd Held, insegnante di fisica, collega di Rebecca Hoffmann
- Frederick Birò, politico ungherese
- Karolin Koontz, canta in un gruppo con Walli Franck
- Lidka, ragazza polacca, ha una relazione con Cameron Dewar
- Jasper Murray, aspirante giornalista, vive a casa dei Williams a Londra
- Anna Murray, sorella di Jasper
- Eva Murray, madre di Jasper e Anna, vecchia amica di Daisy Williams
- Florence Geary, agente della CIA
- Tony Savino, agente della CIA
- Conte Edward "Fitz" Fitzherbert, vecchia fiamma di Ethel Leckwith e padre naturale di Lloyd Williams
- Percy Marquand, padre di Verena, noto cantante statunitense di colore
- Babe Lee, moglie di Percy e madre di Verena, famosa attrice statunitense
- Tim Tedder, agente della CIA in pensione
- Keith Dorset, agente della CIA

Personaggi storici
- John Fitzgerald Kennedy, 35º presidente degli Stati Uniti
- Jacqueline Kennedy, moglie del presidente
- Robert Kennedy, fratello del presidente e segretario al Ministero di Giustizia
- Robert McNamara, segretario al Ministero della Difesa
- Dave Powers, assistente del presidente Kennedy
- Pierre Salinger, addetto stampa del presidente Kennedy
- John A. McCone, capo della CIA
- Martin Luther King, presidente della Southern Christian Leadership Conference
- Nikita Sergeevič Chruščëv, primo segretario del Partito Comunista dell'Unione Sovietica
- Andrej Gromyko, ministro degli Esteri sovietico
- Rodion Malinovskij, ministro della Difesa sovietico
- Walter Ulbricht, primo segretario del Partito Socialista unificato di Germania (partito comunista)
- Erich Honecker, successore di Ulbricht
- Egon Krenz, successore di Honecker
- Lyndon B. Johnson, 36º presidente degli Stati Uniti
- Richard Nixon, 37º presidente degli Stati Uniti
- Jimmy Carter, 39º presidente degli Stati Uniti
- Ronald Reagan, 40º presidente degli Stati Uniti
- George H. W. Bush, 41º presidente degli Stati Uniti
- Barack Obama, 44º presidente degli Stati Uniti
- Leonid Il'ič Brežnev, successore di Krusciov
- Jurij Vladimirovič Andropov, successore di Breznev
- Konstantin Ustinovič Černenko, successore di Andropov
- Michail Gorbaciov, successore di Cernenko
- Papa Giovanni Paolo II, primo pontefice polacco

## Edizioni
- Ken Follett, I giorni dell'eternità, Arnoldo Mondadori Editore, 2014.